# 罗睿兰
罗睿兰（英語：Virginia Marie "Ginni" Rometty，中文：维吉妮娅·玛丽·“吉妮”·罗梅蒂，1957年7月29日— ），美国企业家，IBM首任女性董事长、主席、行政总裁。2012年1月出任主席和行政总裁前，她于最初1981年加入IBM，担任系统工程师，随后负责全球销售、营销和策略。担任IBM全球服务部门总经济期间，2002年，她协助IBM协商收购普华永道IT咨询业务，从此被大众所熟知。行政总裁上任后，她将公司的重点放在分析、云计算和认知计算系统 。
罗睿兰出任行政总裁获得多个奖项，入选彭博社50大最具影响力人物榜单，自2005年名列《福布斯》“50大最具影响力商界女性”名单。她的任期也遭到高管薪资、外包和收益下降方面的批评。2018年3月，她被《时代杂志》提名为第六位科技界最具影响力的人物。

## 早年
1957年7月29日生于伊利诺伊州芝加哥的意大利裔美国人家庭，本名维珍妮亚·玛丽·尼科西亚，是家中四个孩子的长女。15岁，父母离婚，父亲离开了她，母亲之后打了多份工作支持家庭，罗睿兰则在晚上照顾家人。
1975年获她大三和大四实习的公司通用汽车奖学金资助，就读于美国西北大学。她也是Kappa Kappa Gamma联谊会的成员，一度出任主席。1979年凭着优异成绩从罗伯特·R·麦考密克工程与应用科学学院毕业，获计算机科学和电子工程学士学位。2014年和2015年，她获得伦斯勒理工学院和西北大学博士学位。

## 生涯
1979年毕业后，罗睿兰供职于底特律通用汽车研究院（现凯特凌大学），负责软件和系统研发。1981年加入IBM，担任系统分析员和系统工程师。她在IBM的前十年从事技术岗位，最开始和保险业客户合作。《纽约时报》认为她“转入一系列管理职位非常迅速”，曾和保险、银行、通讯、制造和医疗保健的客户工作。90年代，她负责销售，到90年代末帮助保德信金融集团解决互联网问题。1991年加入IBM的咨询集团。
2002年，已是IBM全球服务部门总经理的她，掌握了35亿美元收购普华永道咨询业务的谈判。这次收购是“专业服务史上最大宗”，IBM自此进军服务行业。之后，罗睿兰担任IBM全球商业服务的高级副总裁，负责将普华永道及其顾问整合到IBM，取得她在IBM的“大突破”。2002年，《时代杂志》将她列入全球商业影响力人物榜单。2005到2009年出任IBM全球商业服务高级副总裁，同时在2005年7月成为企业商业服务高级副总裁 - IBM全球服务部。此外，她还是IBM全球服务总经理、IBM全球保险和金融服务部门的总经理、IBM商业咨询服务公司经营合伙人、保险产业集团总经理。罗睿兰于2006年获得管理咨询公司协会颁发的卡尔·斯隆奖（Carl Sloane Award）。
在罗睿兰及其他IBM高官的安排下，2007年公司宣布了一项关于收益增长和资本分配的五年增长计划。在其他战略中，“2015年发展地图”（2015 Roadmap）概括了IBM将脱离硬件行业，将重心移向软件和服务等业务的愿景。2009年，罗睿兰出任销售、营销及战略集团执行官兼高级副总裁，专责公司的“快速发展分析单元”。2009年1月，她被任命为IBM的销售人员，出任全球销售和分销高级副总裁，直到2010年。期间，她推动2008年成立的IBM市场发展部门的发展，该部门负责巴西和越南等新兴市场。2010到2012年，她出任IBM高级副总裁和销售、营销及战略集团总裁。2011年，CNN报道，她是IBM进入云计算和分析业务，带动公司发展的功臣。她也是电视竞技节目《危险边缘》游戏电脑系统沃森商用的掌门人。
2011年10月25日，IBM宣布罗睿兰将成为公司下任主席和首席执行官，是公司历史上第九位总裁。媒体极力宣传她是IBM首位女总裁，前任CEO萨缪尔·J·帕拉米萨诺说她的当选“和社会政策进步无关”。2012年1月1日，她正式上任总裁和主席职位，并于同年10月1日帕拉米萨诺退休时接任IBM的董事长职位。2014年，她计划将IBM撤出无利可图的商业领域，认为大数据和分析学是IBM“下一个大型发展机器”。同年，她促成苹果公司给IBM的企业客户设计应用的合作。当年晚些时候，她宣布IBM将分别和SAP公司及Twitter在云计算和数据分析领域展开合作，2015年她促成Box公司的合作。2012到2015年，罗睿兰治下的IBM耗资85亿美元收购了30间公司 ，到2016年她监督总值约70亿美元的商品化资产（如芯片生产）的撤资。
2017年5月，《奥斯丁商业》（Austin Business）报道罗睿兰成功完成IBM的转型升级，“缩小计算机和操作系统软件等业务，进军人工智能等高增长领域”。2017年6月28日，她获得KPMG启发伟大奖（KPMG Inspire Greatness Award）。2018年1月，她宣布IBM的第一季度收入自2012年以来同比增长，数据、区块链和云计算领域增长尤为突出。到2018年，她表示，2017年IBM的9043项专利近半数集中在人工智能、云计算、网络安全、区块链和量子计算领域。

## 委员会职务
自2012年担任IBM主任以来，罗睿兰还参与IBM的女性技术理事会、女性行政理事会和女性领导理事会等多个组织。作为APQC的前董事，她于2006年到2009年还出任美国国际集团的董事会。她还是紀念斯隆-凱特琳癌症中心的监督员和管理委员会委员s，并且自2013年出任大自然保护协会理事会成员。美国外交关系委员会有她的一份子，母校西北大学董事会也有她，其中她曾为2015级毕业生演讲。2017年的大部分时间里，她也是白宫商业咨询小组的组员，直到小组于同年8月解散。2017年11月，她是达沃斯世界经济论坛的联合主席。

## 行业评价
罗睿兰出任IBM行政总裁期间的榜单成绩一直很显著，其中彭博社于2012年把她列入50大最具影响力人物榜单。同年，她被列入时代百大人物榜单。2014年罗睿兰亮相公共电视台纪录片《The Boomer List》。自2005年起，她被列入《财富》50大商界影响力女性榜单，自2010年起一直名列前十，2011年排第7，2012到2014年第1，2015年第3，2016年第4，2017年第7。2014年，她被《福布斯》杂志提名为“世界百大影响力人物”，并于2016年名列该杂志世界百大影响力女性榜单第11位。次年她名列百强女性榜第10位。2018年3月，她被《时代杂志》提名为科技界最重要人物，排第6。
然而，她的能力也受到批评。2016年，她被傻瓜投资指南、《福布斯》、《华尔街日报》和《华尔街24小时》等媒体提名为最差行政总裁。由于公司2012年到2017年夏季连续22个季度收益下降，投资者纷纷批评她，内部员工指责她在裁员和外包时期领取薪资。

## 私人生活
罗睿兰和私募股权投资人马克·安东尼·罗梅蒂（Mark Anthony Rometty）于1979年结婚。两人没有孩子，把时间分配在纽约和佛罗里达州博尼塔温泉之间。她的爱好是看百老汇戏剧和水肺潜水。2014年，罗睿兰成为奧古斯塔高爾夫球俱樂部第三位女成员。